# Matúš Kozáčik
Matúš Kozáčik (Alsókubin, 1983. december 27. –) szlovák  válogatott labdarúgó, aki jelenleg a Viktoria Plzeň játékosa.

## Sikerei, díjai
- Sparta Praha
  - Cseh bajnok: 2009–10
  - Cseh kupa: 2007–08
- Viktoria Plzeň
  - Cseh bajnok: 2012–13, 2014–15, 2015–16

## Külső hivatkozások
- Transfermarkt profil